# Wael Horri
Wael Horri (arabe : وائل الحرّي), né le 20 mars 1982 à Menzel Temime, est un handballeur tunisien jouant au poste d'arrière gauche, entre 2002 et 2012.

## Carrière
En septembre 2005, il quitte l'Étoile sportive du Sahel de Sousse pour la Bundesliga et le TV Großwallstadt, où il joue aux côtés de Dominik Klein, Carsten Lichtlein et Alexander Petersson.
En 2010, il déménage en France, où il évolue avec Cesson Rennes MHB pendant deux ans, jusqu'à ce qu'il termine sa carrière en 2012.
En France, il obtient un licence d'entraîneur et dirige un club de deuxième division, avant d'être finalement embauché au TV Olpe en 2014, où il évolue durant deux championnats en tant que joueur-entraîneur.

## Palmarès

### Clubs
Compétitions nationales
- Vainqueur du championnat de Tunisie (3) : 2003, 2009, 2010
- Vainqueur de la coupe de Tunisie (1) : 2007
- Vainqueur du championnat arabe des clubs champions masculin (1) : 2004

### Sélection nationale
- 10e aux Jeux olympiques de 2000 à Sydney ( Australie)
- Quart de finaliste aux Jeux olympiques de 2012 à Londres ( Royaume-Uni)

Championnat du monde
- 4e au championnat du monde 2005 ( Tunisie)

Coupe du monde
- Médaillé d'argent à la coupe du monde 2006 ( Suède)

Championnat d'Afrique
- Médaille d'argent au championnat d'Afrique 2004 ( Égypte)
- Médaille d'or au championnat d'Afrique 2006 ( Tunisie)